# Limnephilus argenteus
Limnephilus argenteus är en nattsländeart som beskrevs av Banks 1914. Limnephilus argenteus ingår i släktet Limnephilus och familjen husmasknattsländor. Inga underarter finns listade i Catalogue of Life.